# Aage Niels Bohr
Aage Niels Bohr (Copenhaga, 19 de junho de 1922 — Copenhaga, 8 de setembro de 2009) foi um físico dinamarquês, quarto filho de Margrethe Bohr e Niels Bohr.
Foi Nobel de Física em 1975 pela descoberta da conexão do movimento coletivo e movimento individual de partículas no núcleo atômico e pelo desenvolvimento da teoria da estrutura do núcleo atômico. Foi professor da Universidade de Copenhague e ingressou na Pontifícia Academia das Ciências em 17 de abril de 1978.

## Biografia
Morou com seus pais no Instituto de Física Teórica (hoje Instituto Niels Bohr) e, depois, se mudou para Carlsberg em 1932. Quando completou doze anos entrou para o Sortedam Gymnasium e estudou ciências humanas e biologia. Entrou para a Universidade de Copenhague em 1940, antes da ocupação alemã, com o intuito estudar física e acabou tornando-se uma espécie de assistente por correspondência do pai Niels Bohr, em trabalhos sobre física. Em 1943 aconselhado pelo mesmo fugiu do nazismo e se mudou para a Suécia em seguida para a Inglaterra onde estudou energia atômica.
Retornou para a Dinamarca em 1945, mas continuou integrando grupos de pesquisa em física atômica de Londres, Washington e Los Alamos. Na Dinamarca voltou para a Universidade e alcançou o mestrado em 1946. Em 1948 foi nomeado para integrar a equipe do Instituto de Estudos Avançados de Princeton.
Em 1950 se casou com Marietta Soffer em Nova Iorque, o casal teve três filhos: Vilhelm, Tomas e Margrethe.
Escreveu dois importantes livros sobre a estrutura nuclear em cooperação com o físico norte americano Ben Mottelson: Single-Particle Motion (1969) e Nuclear Deformations (1975).